# Вітске де Рейтер
Вітске де Рейтер (нід. Wietske de Ruiter, 20 березня 1970) — нідерландська хокеїстка на траві.
Бронзова призерка Олімпійських Ігор 1996 року, учасниця 1992 року.
Чемпіонка Європи 1995 року.
Чемпіонка світу 1990 року.
Бронзова призерка Трофею чемпіонів 1991 року.